# Daniel Bravo
Daniel Bravo (født 9. februar 1963 i Toulouse, Frankrig) er en tidligere fransk fodboldspiller, der som midtbanespiller på det franske landshold var med til at vinde guld ved EM i 1984. På klubplan var han tilknyttet en lang række hold, blandt andet OGC Nice, AS Monaco, Paris Saint-Germain og Olympique Marseille.